# غرام في الكرنك (فلم)
غرام في الكرنك هو فيلم سينمائي مصري من إخراج علي رضا عام 1967. وهو أول فيلم مصري ملون يقع تحميضة داخل مصر في 1967.

## وصلات خارجية
- مقالات تستعمل روابط فنية بلا صلة مع ويكي بيانات
- صفحة الفيلم في قاعدة بيانات الأفلام على الإنترنت
- صفحة الفيلم في قاعدة بيانات السينما العربية